# Chyromya flava
Chyromya flava is een vliegensoort uit de familie Chyromyidae. De wetenschappelijke naam werd gepubliceerd in 1758 door Carl Linnaeus in de tiende editie van Systema naturae.